# Sancayhuasi

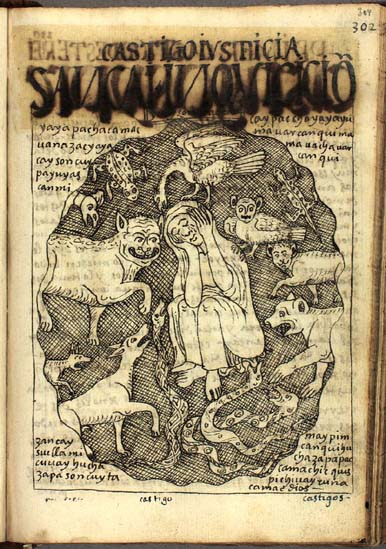
Sancayhuasi, cárcere dos Incas.

Os sancayhuasis eram cavernas subterrâneas nas quais moravam bichos e predadores, segundo a mitologia inca aquele que não morresse num sancayhuasi era porque não era culpado do acusado.
Sabe-se que quando Huayna Cápac morreu de varíola (uma doença desconhecida para os incas) Chuquisguamán, um chachapoyano foi acusado de envenenamento. Seguiu ileso no cárcere e declarou-se-lhe inocente e foi deixado em liberdade.